# 長谷川エレナ朋美
長谷川エレナ朋美（はせがわエレナともみ、1981年10月4日 - ）は、日本の起業家、作家。本名、長谷川朋美。

## 人物・来歴
1981年、千葉県銚子市に生まれる。高校を中退し、単身東京へ上京。当時絶大な人気を誇り、時代のムーブメントを作っていたファッションビルSHIBUYA109のカリスマ店員として数々のメディアに出演。ギャル雑誌のモデルもつとめた。
22歳の時に起業。2003年西新宿にプライベート美容サロンを立ち上げる。2007年株式会社LUMIERE設立。トータルで東京5店舗・福岡1店舗の経営を行う。2011年10年連れ添ったパートナーを突然亡くす。自分の生き方を見直し、経営していたサロンをすべて手放す。その後世界を旅しながら独自の理論を発信し、ファンを獲得メディアに掲載されるようになる。
2014年に初めての書籍を出版。同時にテレビなどメディア出演や講演を行う。その後2019年までに10冊の本を刊行した。
2015年、ビューティーライフアカデミーを開校し、2017年よりフランチャイズとなる全国認定校が誕生した。2016年に、神奈川県葉山町へ移住。
2019年に「セルフリトリート」を考案し、インストラクター制度を発足させ、フランチャイズ展開を始める。また、手帳のプロデュースや、ビューティーライフダイアリーのインストラクター制度も始める。

## 著書
- やりたいことを全部やる人生―仕事ができる美人の４３の秘密（2014年11月20日発行、大和書房） ISBN 978-4-4797-9459-2
- 好きなことでお金を稼ぐ方法―楽しみながら成功している人の３８の秘密（2015年4月24日、大和書房）ISBN 978-4-4797-9475-2
- 私らしく夢を実現するライフスタイル 自由に、毎日を丁寧に過ごす（2015年10月10日、KADOKAWA）ISBN 978-4-0460-1265-4
- 愛されながら仕事も恋も成功する方法―ヘルシーでハッピーな人の３８の生き方（2016年1月20日、大和書房）ISBN 978-4-4797-9507-0
- 自分と毎日が輝き出す50の習慣（2016年4月21日、ベストセラーズ）ISBN 978-4-5841-3716-1
- 自分に嘘のない生き方~人生を劇的に変えるためにすべき31のこと（2016年10月20日、大和書房） ISBN 978-4-4797-9546-9
- やりたいことを全部やる人生~仕事ができる美人の43の秘密~（だいわ文庫）（2018年2月10日、大和書房） ISBN 978-4-4793-0691-7
- 自分の人生が愛おしくてたまらなくなる100の質問ノート~自分を最強のパートナーにするセルフコーチング【完全版】~（2018年2月5日、大和書房） ISBN 978-4-4797-9629-9
- 自分と丁寧に向き合う週末セルフリトリート~日常から離れて心と体をリセットする31のワーク~（2019年2月23日、大和書房） ISBN 978-4-4797-9679-4[4]
- 「なりたい私」で100%生きるセルフプロデュース術 夢を叶える39の書き込みメソッド（2019年9月18日、廣済堂出版） ISBN 978-4-3315-2257-8